# Большой Жуковец
Большой Жуковец — деревня в Максатихинском районе Тверской области. Входит в состав Зареченского сельского поселения.

## География
Находится в северо-восточной части Тверской области на расстоянии приблизительно 21 км по прямой на юго-восток от районного центра поселка Максатиха.

## История
Показана уже только на карте 1978 года как поселение с 22 дворами. До 2014 года входила в Пальчихинское сельское поселение до его упразднения.

## Население
Численность населения: 11 человек (русские 64 %, карелы 36 %) в 2002 году, 1 в 2010.